# Rhipidoglossum ugandense
Rhipidoglossum ugandense é uma espécie de orquídea, família Orchidaceae, que existe no Zaire e Uganda. Trata-se de planta epífita, monopodial com caule que mede pelo menos vinte centímetros de comprimento e tem folhas alternadas ao longo de todo o caule; cujas pequenas flores tem um igualmente pequeno nectário sob o labelo.

## Publicação e sinônimos
- Rhipidoglossum ugandense (Rendle) Garay, Bot. Mus. Leafl. 23: 196 (1972).

Sinônimos homotípicos:
- Mystacidium ugandense Rendle, J. Linn. Soc., Bot. 37: 220 (1905).

- Diaphananthe ugandensis (Rendle) Summerh., Bot. Mus. Leafl. 12: 111 (1945).